# Distrikt Setúbal
Der Distrikt Setúbal (Distrito de Setúbal) ist ein Distrikt in Portugal, der aus den traditionellen Provinzen Estremadura und Baixo Alentejo entstand. Im Norden grenzen der Distrikt Lissabon und der Distrikt Santarém, im Osten der Distrikt Évora, im Süden und Osten der Distrikt Beja und im Westen der Atlantik an den Distrikt. Fläche: 5064 km². 788.459 Einwohner (2001). Hauptstadt des Distrikts ist Setúbal. Kfz-Kennzeichen für Anhänger: SE.
Der Distrikt Setúbal unterteilt sich in 13 Kreise (Municípios):
| Kreis             | Anzahl Gemeinden | Einwohner (2021) | Fläche km² | Dichte Einw./km² | LAU- Code | Region           | Unterregion             |
| ----------------- | ---------------- | ---------------- | ---------- | ---------------- | --------- | ---------------- | ----------------------- |
| Alcácer do Sal    | 4                | 11.112           | 1.499,87   | 7                | 1501      | Alentejo         | Alentejo Litoral        |
| Alcochete         | 3                | 19.143           | 128,36     | 149              | 1502      | Região de Lisboa | Metropolregion Lissabon |
| Almada            | 5                | 177.238          | 70,21      | 2.524            | 1503      | Região de Lisboa | Metropolregion Lissabon |
| Barreiro          | 4                | 78.345           | 36,40      | 2.152            | 1504      | Região de Lisboa | Metropolregion Lissabon |
| Grândola          | 4                | 13.822           | 825,93     | 17               | 1505      | Alentejo         | Alentejo Litoral        |
| Moita             | 4                | 66.255           | 55,26      | 1.199            | 1506      | Região de Lisboa | Metropolregion Lissabon |
| Montijo           | 5                | 55.682           | 348,62     | 160              | 1507      | Região de Lisboa | Metropolregion Lissabon |
| Palmela           | 4                | 68.852           | 465,12     | 148              | 1508      | Região de Lisboa | Metropolregion Lissabon |
| Santiago do Cacém | 8                | 27.772           | 1.059,70   | 26               | 1509      | Alentejo         | Alentejo Litoral        |
| Seixal            | 4                | 166.507          | 95,50      | 1.744            | 1510      | Região de Lisboa | Metropolregion Lissabon |
| Sesimbra          | 3                | 52.384           | 195,47     | 268              | 1511      | Região de Lisboa | Metropolregion Lissabon |
| Setúbal           | 5                | 123.496          | 230,33     | 536              | 1512      | Região de Lisboa | Metropolregion Lissabon |
| Sines             | 2                | 14.198           | 203,30     | 70               | 1513      | Alentejo         | Alentejo Litoral        |
| Distrikt Setúbal  | 55               | 874.806          | 5.214,07   | 168              | 15        | –                | –                       |

In der aktuellen Hauptaufteilung des Landes ist der Distrikt, entsprechend der traditionellen Provinzaufteilung, im Norden auf die Regionen Lisboa e Vale do Tejo und im Süden auf die Region Alentejo aufgeteilt.